# Lord Nieve
«Lord Nieve» es el tercer episodio de la serie de televisión de fantasía medieval Juego de tronos, de la cadena HBO. Tiene una duración de 57 minutos y se transmitió por primera vez el 1 de mayo de 2011. Fue escrito por David Benioff y D. B. Weiss, y dirigido por Brian Kirk.
El episodio gira en torno al entrenamiento de Jon Nieve en el Muro. Otros sucesos que acontecen en el mismo son la llegada de Eddard a Desembarco del Rey, seguido por Catelyn quien busca al que mandó matar a su hijo Bran, la conversación de Arya con su padre donde le expresa sus deseos de aprender a usar la espada, la lección de Joffrey dada por Cersei de cómo gobernar el reino una vez que crezca y las memorias del rey Robert sobre sus hazañas pasadas. Asimismo, Daenerys descubre que está embarazada.

## Argumento

### Al otro lado del Mar Angosto
Daenerys (Emilia Clarke) comienza a ganar confianza en su nuevo rol como la esposa de Khal Drogo y obtiene el respeto del caballero exiliado Ser Jorah Mormont (Iain Glen). Sin embargo, la relación con su hermano Viserys (Harry Lloyd) comienza a desmoronarse cuando éste le reclama furiosamente, debido a que ella le está dando órdenes al igual que a los demás miembros de la horda dothraki. Debido a esto, el jinete de Daenerys, Rakharo (Elyes Gabel), lo amaga con una cuerda y, a punto de matarlo, lo obliga a continuar el trayecto a pie en vez de cabalgar. 
Irri (Amrita Acharia) descubre que Daenerys está embarazada y comparte la noticia con Jorah y Rakharo. Más allá de estar alegre por la noticia, Jorah parte a Qohor por más suministros. En su tienda, Daenerys le revela a Drogo (Jason Momoa) que su hijo será varón.

### En el Norte
Ahora que Bran (Isaac Hempstead-Wright) ha despertado, la vieja Tata (Margaret John) le cuenta una historia de un invierno interminable acontecido hace mucho tiempo atrás, período en que aparecieron los primeros Caminantes Blancos a bordo de sus caballos muertos. Poco a poco fueron extendiéndose con los espíritus de aquellos a los que sacrificaban. Su historia es interrumpida por Robb (Richard Madden) quien le confirma desafortunadamente a Bran que ya no podrá caminar a causa de la caída. Bran, incapaz de recordar lo ocurrido, desea estar muerto en vez de lisiado.

### En Desembarco del Rey
La comitiva de Eddard (Sean Bean) por fin llega a Desembarco del Rey; el primer acto de la nueva Mano del Rey es un encuentro con el pequeño consejo del rey. En su camino al salón del trono, se encuentra con Jaime Lannister (Nikolaj Coster-Waldau) y se da a conocer que fue este último el que mató al rey Aerys Targaryen, a quien catalogaban en ese entonces como «rey loco». Jaime le recuerda a Eddard que Aerys había matado al padre y hermano de este último; Eddard, no obstante, considera que eso no es excusa para que Jaime hubiese roto su juramento como caballero de la Guardia Real.
Eddard se reúne con el consejo, formado por el hermano del rey, Lord Renly (Gethin Anthony), el eunuco Lord Varys (Conleth Hill), el Gran Maestre Pycelle (Julian Glover) y el maestro del dinero Lord Petyr «Meñique» Baelish (Aidan Gillen). Meñique alguna vez se batió en duelo con el hermano de Eddard por la mano de Catelyn, y aún está enamorado de ella. Renly anuncia que Robert planea celebrar un gran torneo en honor de la reciente asignación de Eddard como Mano del Rey. Al mismo tiempo, Eddard se entera de que la corona tiene una deuda de seis millones de dragones dorados, con más de tres millones en calidad de préstamo por parte de Tywin Lannister, el más rico de los siete reinos.
Catelyn llega a Desembarco del Rey, supuestamente de forma discreta. Sin embargo, una vez ahí, es llevada por una pareja de vigilantes de la ciudad a un burdel que es propiedad de Meñique. Éste se reúne con ella en ese lugar y le informa que la trajo ahí para mantenerla a salvo y en secreto. Varys también se encuentra en el burdel y le revela a Catelyn que supo de su llegada debido a sus espías. La reunión es aprovechada para hablar sobre el intento de asesinato de Bran; al burdel también llega Ser Rodrik (Ron Donachie) para discutir sobre el tema. Meñique sorprende a todos al decirles que la daga usada por el asesino alguna vez fue de su propiedad, sin embargo la perdió en favor de Tyrion Lannister tras apostar por Jaime Lannister en un torneo. Meñique programa un encuentro secreto entre Eddard y su esposa, aunque al principio Lord Stark rehúsa a aceptarlo como un aliado que les ayudará a encontrar al agresor de Bran.
Una vez que Catelyn se va de la capital, Eddard regresa a su puesto sólo para hallar a sus hijas peleando. Arya está furiosa con Sansa (Sophie Turner) por haber mentido para proteger a Joffrey. Ned le recuerda que Joffrey es un príncipe que algún día se convertirá en rey y que se casará con Sansa. Al enterarse de que su hija más pequeña aspira a convertirse en espadachín y que cuenta con su propia espada, contrata a un braavosi, Syrio Forel (Miltos Yerolemou), para que le enseñe el arte del esgrima a Arya.

### En el Muro
Jon se ha unido a los otros reclutas bajo la mano dura de Ser Alliser Thorne (Owen Teale), y fácilmente vence a cada oponente que le es puesto enfrente como parte del entrenamiento. Ser Allister los reprende a todos por su pobre desempeño, pero no tiene ninguna crítica positiva para Jon, llamándolo «Lord Nieve» para enfatizar su herencia bastarda y diciéndole «Tú eres la persona menos inútil aquí». Decepcionado, Jon le pide a Benjen (Joseph Mawle) que lo lleve con él a un viaje de varios meses de duración al norte del Muro, sin embargo su tío decide que Jon debe quedarse ahí diciéndole que «En el Muro, un hombre sólo obtiene lo que se gana».
Tyrion (Peter Dinklage) le dice a Jon que él no es «mejor» que ninguno de sus nuevos «hermanos», sino más afortunado que ellos ya que fue entrenado por personas cualificadas mientras que los demás son huérfanos o criminales que nunca antes habían usado una espada. Antes de que Tyrion se vaya del Muro, Lord Mormont y el viejo y ciego maestre Aemon (Peter Vaughan) le piden que le diga a su hermana y a su cuñado que lleven más hombres para que se integren a la Guardia de la Noche ante el temor de que un nuevo y largo invierno se acerque y con él vengan desafortunados sucesos.

## Producción

### Guion
«Lord Nieve» fue escrito al igual que sus predecesores por David Benioff y D. B. Weiss, sobre la base de la novela original escrita por George R. R. Martin. Incluye la trama de los capítulos 19-24, con algunos segmentos que no se incorporaron en el episodio anterior, y parte del capítulo 25 (Eddard IV, Arya II, Bran IV, Catelyn IV, Jon III, Tyrion III, Daenerys IV).
En este episodio, si bien la mayoría de los sucesos permanecen fieles al material original, existen algunas diferencias: en la presentación, Catelyn y Rodrick llegan cabalgando desde el camino del rey en vez de haber llegado en barco a Desembarco del Rey. Asimismo, se alteró el segmento donde ella y Ned llegan, ya que Catelyn arriba primero a Desembarco que su esposo. Algunas escenas además no se hallan en libro, principalmente el diálogo entre Joffrey y Cersei sobre lo que significa ser un rey, y la confrontación entre Ned y Jaime en el salón del trono. Igualmente, las escenas de Irri y Rakharo se profundizaron aún más que en la novela.

### Reparto
El tercer episodio de Juego de tronos incorpora a muchos nuevos personajes en la historia, debido a la expansión de la misma y los nuevos escenarios de Desembarco del Rey y El Muro.
En la ciudad capital, se presentan primeramente los miembros del consejo. Aidan Gillen, conocido por sus roles en Queer as Folk y The Wire, asume el papel de Lord Petyr Baelish, "El Consejero de la Moneda" conocido por su apodo de «Meñique». A su vez, Gethin Anthony interpreta al hermano menor del rey, Renly Baratheon, mientras que el veterano Julian Glover, conocido notablemente por sus apariciones en películas como Star Wars: Episode V - The Empire Strikes Back y  Indiana Jones y la última cruzada, fue elegido para interpretar al Gran Maestre Pycelle, luego de que el actor Roy Dotrice fuese reemplazzado por cuestiones médicas. El escritor Geoge R. R. Martin escribió sobre la elección de Conleth Hill como el espía Varys: «Hill, como Varys, asemeja mucho a un camaleón, un actor que en verdad desaparece dentro de los personajes que interpreta, más allá de ser sólo capaz de personificar al eunuco». Ian McElhinney interpreta a Ser Barristan Selmy, el Lord Comandante de la Guardia Real, y Miltos Yorelemou aparece com el instructor de esgrima Syrio Forel. McElhinney había interpretado previamente al padre de Gillen en Queer as Folk.
La jerarquía del Muro inicia con James Cosmo como el Lord Comandante Jeor Mormont, Peter Vaughan como el maestre ciego Aemon, Owen Teale como el entrenador de los nuevos reclutas Ser Alliser Thorne, y Francis Magee como el reclutador Yoren.
Este episodio marcó también la primera aparición de la actriz galés Margaret John como la vieja Tata. La actriz de 84 años murió el 2 de febrero de 2011, pocos meses después de haber terminado de grabar sus escenas en Juego de tronos que se convirtió en su último rol televisivo. Con una trayectoria artística de 50 años, es recordada por su papel de Doris en el programa Gavin and Stacy de la BBC. Los productores ejecutivos David Benioff y Dan Weiss publicaron un comunicado lamentando su deceso. El episodio a su vez fue dedicado a la memoria de la actriz.
Finalmente, Robert Sterne tuvo un cameo como el mayordomo que recibe a Ned cuando éste llega a Desembarco del Rey. El actor invitado Gethin Anthony lo elogió por su habilidad como actor.

## Recepción

### Audiencia
La transmisión original de «Lord Nieve» fue vista por 2,4 millones de televidentes, lo cual representa un incremento de 10% respecto a la cuota de pantalla lograda por los capítulos predecesores. Aunado a los 3,1 millones de espectadores adicionales por la retransmisión, los cuales fueron considerados como buenos ante las noticias de la muerte de Osama bin Laden que invadieron la Costa Oeste durante la transmisión de la serie.
En Reino Unido, la cuota de pantalla fue similar a la de la semana pasada con un aproximado de 510.000 televidentes.

### Crítica
La mayor parte de la crítica le dio una nota positiva al capítulo. Muchos sugirieron que su principal deficiencia era la introducción de muchos personajes y locaciones nuevas. Si bien tuvo escenas buenas, los expertos consideraron que se sentía en general como una colección de escenas mal conectadas entre sí que no se relacionaban para concluir en un clímax. Myles McNutt escribió en el sitio web Cultural Learnings que «fue quizá el episodio menos interesante a nivel narrativo de los primeros seis», aunque concluyó que «tiene secuencias satisfactorias que capturan muchos elementos clave a la serie», enfocándose en que dichos elementos tendrán un rol importante en los siguientes episodios de Juego de tronos. James Hibberd, de Entertainment Weekly, también señaló que había sido su menos favorito de los primeros seis capítulos de la serie, debido en gran parte al desarrollo de los personajes. No obstante Alan Sepinwall, de HitFix, dijo que lo que más le había gustado del capítulo había sido su «calidad prolija», admitiendo que si bien es pesada en su exposición de detalles, funcionaba correctamente «debido a que las historias son relatadas con una evidente pasión».
Algunas escenas de «Lord Nieve» fueron aclamadas por la crítica, especialmente la secuencia final de Arya tomando su primera lección de esgrima por parte del braavosi Syrio Forel. Maureen Ryan, de Aol TV, manifestó que era su escena favorita de la serie hasta el momento, mientras que James Hibberd remarcó la calidad de todos los actores infantiles del programa, diciendo que Maisie Williams había destacado con su personaje en este capítulo. Otras escenas elogiadas fueron la del diálogo entre Eddard y Arya, la de los recuerdos del rey Robert compartidos con los miembros de la Guardia de Real acerca de sus primeras muertes, y la de Eddard enterándose de las deudas del reino en su primera sesión con el consejo.